# Klikiran
Klikiran is een bestuurslaag in het regentschap Brebes van de provincie Midden-Java, Indonesië. Klikiran telt 1729 inwoners (volkstelling 2010).